# Orlov (oraș)
Orlov (rus. Орлов) este un oraș în regiunea Kirov, Federația Rusă. Orașul a luat ființă în anul 1459, este amplasat la altitudinea de 120 m deasupra n.m., ocupă o suprafață de 4 km² și a avut în 2009, 7654 loc. El se află în raionul cu același nume, situat la 75 km vest de orașul Kirov, care este capitala regiunii.

## Istoric
Orlov este pentru prima oară amintit în anul 1459 sub numele de Orloveț. În anul 1780 i se acordă privilegiul de oraș. Între anii 1923 - 1992 este numit Halturin, fiind situat la 3 km de satul Verhnie Șuravli unde s-a născut Stepan Halturin (1857-1882) un membru al grupului care a comis un atentat împotriva țarului.

## Evoluția nr. populației
| Anul   | Nr. locuitori |
| ------ | ------------- |
| 1897*  | 3.200         |
| 1939*  | 7.300         |
| 1959*  | 9.200         |
| 1979*  | 10.700        |
| 1989** | 10.300        |
| 2002** | 8.596         |
| 2009   | 7.654         |